# Спортивная гимнастика на летних Олимпийских играх 1904 — опорный прыжок
Соревнования по опорному прыжку в спортивной гимнастике среди мужчин на летних Олимпийских играх 1904 прошли 28 октября. Приняли участие несколько спортсменов из одной стран.

## Призёры
| Золото           | Серебро | Бронза          |
| Антон Хейда США  | —       | Уильям Мерц США |
| Джордж Эйсер США | —       | Уильям Мерц США |

## Соревнование
| Место | Спортсмен           | Результат  |
| ----- | ------------------- | ---------- |
| 1     | Антон Хейда (USA)   | 36         |
| 1     | Джордж Эйсер (USA)  | 36         |
| 3     | Уильям Мерц (USA)   | 31         |
| 4-5   | Джон Дьюха (USA)    | Неизвестен |
| 4-5   | Эдвард Хенниг (USA) | Неизвестен |